# Blakea cuatrecasii
Blakea cuatrecasii är en tvåhjärtbladig växtart som beskrevs av Henry Allan Gleason. Blakea cuatrecasii ingår i släktet Blakea och familjen Melastomataceae. Inga underarter finns listade i Catalogue of Life.